# Danh sách tiểu hành tinh: 6101–6200
| Tên                   | Tên đầu tiên | Ngày phát hiện       | Nơi phát hiện           | Người phát hiện                                        |
| --------------------- | ------------ | -------------------- | ----------------------- | ------------------------------------------------------ |
| 6101 Tomoki           | 1993 EG      | 1 tháng 3 năm 1993   | Oohira                  | T. Urata                                               |
| 6102 Visby            | 1993 FQ25    | 21 tháng 3 năm 1993  | La Silla                | UESAC                                                  |
| 6103                  | 1993 HV      | 16 tháng 4 năm 1993  | Kushiro                 | S. Ueda, H. Kaneda                                     |
| 6104 Takao            | 1993 HZ      | 16 tháng 4 năm 1993  | Kitami                  | K. Endate, K. Watanabe                                 |
| 6105 Verrocchio       | 4580 P-L     | 24 tháng 9 năm 1960  | Palomar                 | C. J. van Houten, I. van Houten-Groeneveld, T. Gehrels |
| 6106 Stoss            | 6564 P-L     | 24 tháng 9 năm 1960  | Palomar                 | C. J. van Houten, I. van Houten-Groeneveld, T. Gehrels |
| 6107 Osterbrock       | 1948 AF      | 14 tháng 1 năm 1948  | Mount Hamilton          | C. A. Wirtanen                                         |
| 6108 Glebov           | 1971 QN      | 18 tháng 8 năm 1971  | Nauchnij                | T. M. Smirnova                                         |
| 6109 Balseiro         | 1975 QC      | 29 tháng 8 năm 1975  | El Leoncito             | Felix Aguilar Observatory                              |
| 6110 Kazak            | 1978 NQ1     | 4 tháng 7 năm 1978   | Nauchnij                | L. I. Chernykh                                         |
| 6111 Davemckay        | 1979 SP13    | 20 tháng 9 năm 1979  | Palomar                 | S. J. Bus                                              |
| 6112 Ludolfschultz    | 1981 DB1     | 28 tháng 2 năm 1981  | Siding Spring           | S. J. Bus                                              |
| 6113 Tsap             | 1982 SX5     | 16 tháng 9 năm 1982  | Nauchnij                | L. I. Chernykh                                         |
| 6114 Dalla-Degregori  | 1984 HS1     | 28 tháng 4 năm 1984  | La Silla                | W. Ferreri, V. Zappalà                                 |
| 6115 Martinduncan     | 1984 SR2     | 25 tháng 9 năm 1984  | Anderson Mesa           | B. A. Skiff                                            |
| 6116 Still            | 1984 UB3     | 16 tháng 10 năm 1984 | Anderson Mesa           | E. Bowell                                              |
| 6117                  | 1985 CZ1     | 12 tháng 2 năm 1985  | La Silla                | H. Debehogne                                           |
| 6118                  | 1986 QX3     | 31 tháng 8 năm 1986  | La Silla                | H. Debehogne                                           |
| 6119 Hjorth           | 1986 XH      | 6 tháng 12 năm 1986  | Đài thiên văn Brorfelde | P. Jensen                                              |
| 6120 Anhalt           | 1987 QR      | 21 tháng 8 năm 1987  | Tautenburg Observatory  | F. Börngen                                             |
| 6121 Plachinda        | 1987 RU3     | 2 tháng 9 năm 1987   | Nauchnij                | L. I. Chernykh                                         |
| 6122 Henrard          | 1987 SW1     | 21 tháng 9 năm 1987  | Anderson Mesa           | E. Bowell                                              |
| 6123 Aristoteles      | 1987 SH2     | 19 tháng 9 năm 1987  | Smolyan                 | E. W. Elst                                             |
| 6124 Mecklenburg      | 1987 SL10    | 29 tháng 9 năm 1987  | Tautenburg Observatory  | F. Börngen                                             |
| 6125                  | 1989 CN      | 4 tháng 2 năm 1989   | Kushiro                 | S. Ueda, H. Kaneda                                     |
| 6126                  | 1989 EW1     | 5 tháng 3 năm 1989   | Kleť                    | Z. Vávrová                                             |
| 6127 Hetherington     | 1989 HD      | 25 tháng 4 năm 1989  | Palomar                 | E. F. Helin                                            |
| 6128 Lasorda          | 1989 LA      | 3 tháng 6 năm 1989   | Palomar                 | E. F. Helin                                            |
| 6129 Demokritos       | 1989 RB2     | 4 tháng 9 năm 1989   | Haute Provence          | E. W. Elst                                             |
| 6130 Hutton           | 1989 SL5     | 24 tháng 9 năm 1989  | Siding Spring           | R. H. McNaught                                         |
| 6131 Towen            | 1990 OO3     | 27 tháng 7 năm 1990  | Palomar                 | H. E. Holt                                             |
| 6132 Danielson        | 1990 QY3     | 22 tháng 8 năm 1990  | Palomar                 | H. E. Holt                                             |
| 6133                  | 1990 RC3     | 14 tháng 9 năm 1990  | Palomar                 | H. E. Holt                                             |
| 6134                  | 1990 RA5     | 15 tháng 9 năm 1990  | Palomar                 | H. E. Holt                                             |
| 6135 Billowen         | 1990 RD9     | 14 tháng 9 năm 1990  | Palomar                 | H. E. Holt                                             |
| 6136 Gryphon          | 1990 YH      | 22 tháng 12 năm 1990 | Yakiimo                 | A. Natori, T. Urata                                    |
| 6137 Johnfletcher     | 1991 BY      | 25 tháng 1 năm 1991  | Yakiimo                 | A. Natori, T. Urata                                    |
| 6138                  | 1991 JH1     | 14 tháng 5 năm 1991  | Kiyosato                | S. Otomo, O. Muramatsu                                 |
| 6139 Naomi            | 1992 AD1     | 10 tháng 1 năm 1992  | Dynic                   | A. Sugie                                               |
| 6140 Kubokawa         | 1992 AT1     | 6 tháng 1 năm 1992   | Kitami                  | K. Endate, K. Watanabe                                 |
| 6141 Durda            | 1992 YC3     | 16 tháng 12 năm 1992 | Kitt Peak               | Spacewatch                                             |
| 6142                  | 1993 FP      | 23 tháng 3 năm 1993  | Lake Tekapo             | A. C. Gilmore, P. M. Kilmartin                         |
| 6143 Pythagoras       | 1993 JV      | 14 tháng 5 năm 1993  | La Silla                | E. W. Elst                                             |
| 6144 Kondojiro        | 1994 EQ3     | 14 tháng 3 năm 1994  | Kitami                  | K. Endate, K. Watanabe                                 |
| 6145 Riemenschneider  | 2630 P-L     | 16 tháng 9 năm 1960  | Palomar                 | C. J. van Houten, I. van Houten-Groeneveld, T. Gehrels |
| 6146 Adamkrafft       | 3262 T-2     | 30 tháng 9 năm 1973  | Palomar                 | C. J. van Houten, I. van Houten-Groeneveld, T. Gehrels |
| 6147 Straub           | 1081 T-3     | 17 tháng 10 năm 1977 | Palomar                 | C. J. van Houten, I. van Houten-Groeneveld, T. Gehrels |
| 6148 Ignazgünther     | 5119 T-3     | 16 tháng 10 năm 1977 | Palomar                 | C. J. van Houten, I. van Houten-Groeneveld, T. Gehrels |
| 6149 Pelčák           | 1979 SS      | 25 tháng 9 năm 1979  | Kleť                    | A. Mrkos                                               |
| 6150 Neukum           | 1980 FR1     | 16 tháng 3 năm 1980  | La Silla                | C.-I. Lagerkvist                                       |
| 6151 Viget            | 1987 WF      | 19 tháng 11 năm 1987 | Anderson Mesa           | E. Bowell                                              |
| 6152 Empedocles       | 1989 GB3     | 3 tháng 4 năm 1989   | La Silla                | E. W. Elst                                             |
| 6153 Hershey          | 1990 OB      | 19 tháng 7 năm 1990  | Palomar                 | E. F. Helin                                            |
| 6154 Stevesynnott     | 1990 QP1     | 22 tháng 8 năm 1990  | Palomar                 | H. E. Holt                                             |
| 6155 Yokosugano       | 1990 VY2     | 11 tháng 11 năm 1990 | Minami-Oda              | T. Nomura, K. Kawanishi                                |
| 6156 Dall             | 1991 AF1     | 12 tháng 1 năm 1991  | Stakenbridge            | B. G. W. Manning                                       |
| 6157 Prey             | 1991 RX2     | 9 tháng 9 năm 1991   | Tautenburg Observatory  | L. D. Schmadel, F. Börngen                             |
| 6158 Shosanbetsu      | 1991 VB3     | 12 tháng 11 năm 1991 | Ojima                   | T. Niijima, T. Urata                                   |
| 6159                  | 1991 YH      | 30 tháng 12 năm 1991 | Kushiro                 | S. Ueda, H. Kaneda                                     |
| 6160 Minakata         | 1993 JF      | 15 tháng 5 năm 1993  | Nachi-Katsuura          | Y. Shimizu, T. Urata                                   |
| 6161 Vojno-Yasenetsky | 1971 TY2     | 14 tháng 10 năm 1971 | Nauchnij                | L. I. Chernykh                                         |
| 6162 Prokhorov        | 1973 SR6     | 25 tháng 9 năm 1973  | Nauchnij                | L. V. Zhuravleva                                       |
| 6163 Reimers          | 1977 FT      | 16 tháng 3 năm 1977  | La Silla                | H.-E. Schuster                                         |
| 6164 Gerhardmüller    | 1977 RF2     | 9 tháng 9 năm 1977   | Nauchnij                | N. S. Chernykh                                         |
| 6165 Frolova          | 1978 PD3     | 8 tháng 8 năm 1978   | Nauchnij                | N. S. Chernykh                                         |
| 6166 Univsima         | 1978 SP4     | 27 tháng 9 năm 1978  | Nauchnij                | L. I. Chernykh                                         |
| 6167 Narmanskij       | 1979 QB10    | 27 tháng 8 năm 1979  | Nauchnij                | N. S. Chernykh                                         |
| 6168 Isnello          | 1981 EB1     | 5 tháng 3 năm 1981   | La Silla                | H. Debehogne, G. DeSanctis                             |
| 6169 Sashakrot        | 1981 EX4     | 2 tháng 3 năm 1981   | Siding Spring           | S. J. Bus                                              |
| 6170 Levasseur        | 1981 GP      | 5 tháng 4 năm 1981   | Anderson Mesa           | E. Bowell                                              |
| 6171 Uttorp           | 1981 UT      | 16 tháng 10 năm 1981 | Socorro                 | L. G. Taff                                             |
| 6172 Prokofeana       | 1982 TX      | 14 tháng 10 năm 1982 | Nauchnij                | L. G. Karachkina                                       |
| 6173 Jimwestphal      | 1983 AD      | 9 tháng 1 năm 1983   | Anderson Mesa           | B. A. Skiff                                            |
| 6174 Polybius         | 1983 TR2     | 4 tháng 10 năm 1983  | Anderson Mesa           | N. G. Thomas                                           |
| 6175 Cori             | 1983 XW      | 4 tháng 12 năm 1983  | Kleť                    | A. Mrkos                                               |
| 6176 Horrigan         | 1985 BH      | 16 tháng 1 năm 1985  | Kleť                    | Z. Vávrová                                             |
| 6177                  | 1986 CE2     | 12 tháng 2 năm 1986  | La Silla                | H. Debehogne                                           |
| 6178                  | 1986 DA      | 16 tháng 2 năm 1986  | Shizuoka                | M. Kizawa                                              |
| 6179 Brett            | 1986 EN      | 3 tháng 3 năm 1986   | Palomar                 | C. S. Shoemaker, E. M. Shoemaker                       |
| 6180 Bystritskaya     | 1986 PX4     | 8 tháng 8 năm 1986   | Nauchnij                | L. I. Chernykh                                         |
| 6181 Bobweber         | 1986 RW      | 6 tháng 9 năm 1986   | Palomar                 | E. F. Helin                                            |
| 6182 Katygord         | 1987 SC4     | 21 tháng 9 năm 1987  | Anderson Mesa           | E. Bowell                                              |
| 6183 Viscome          | 1987 SF7     | 16 tháng 9 năm 1987  | Palomar                 | C. S. Shoemaker                                        |
| 6184 Nordlund         | 1987 UQ3     | 16 tháng 10 năm 1987 | Đài thiên văn Brorfelde | P. Jensen                                              |
| 6185                  | 1987 YD      | 20 tháng 12 năm 1987 | Chiyoda                 | T. Kojima                                              |
| 6186 Zenon            | 1988 CC2     | 11 tháng 2 năm 1988  | La Silla                | E. W. Elst                                             |
| 6187                  | 1988 RD5     | 2 tháng 9 năm 1988   | La Silla                | H. Debehogne                                           |
| 6188 Robertpepin      | 1988 SW2     | 16 tháng 9 năm 1988  | Cerro Tololo            | S. J. Bus                                              |
| 6189 Völk             | 1989 EY2     | 2 tháng 3 năm 1989   | La Silla                | E. W. Elst                                             |
| 6190 Rennes           | 1989 TJ1     | 8 tháng 10 năm 1989  | Ayashi Station          | M. Koishikawa                                          |
| 6191 Eades            | 1989 WN1     | 22 tháng 11 năm 1989 | Stakenbridge            | B. G. W. Manning                                       |
| 6192                  | 1990 KB1     | 21 tháng 5 năm 1990  | Palomar                 | E. F. Helin                                            |
| 6193 Manabe           | 1990 QC1     | 18 tháng 8 năm 1990  | Kitami                  | K. Endate, K. Watanabe                                 |
| 6194 Denali           | 1990 TN      | 12 tháng 10 năm 1990 | Siding Spring           | R. H. McNaught                                         |
| 6195 Nukariya         | 1990 VL2     | 13 tháng 11 năm 1990 | Kitami                  | K. Endate, K. Watanabe                                 |
| 6196                  | 1991 UO4     | 28 tháng 10 năm 1991 | Kushiro                 | S. Ueda, H. Kaneda                                     |
| 6197 Taracho          | 1992 AB1     | 10 tháng 1 năm 1992  | Karasuyama              | S. Inoda, T. Urata                                     |
| 6198 Shirakawa        | 1992 AF1     | 10 tháng 1 năm 1992  | Okutama                 | T. Hioki, S. Hayakawa                                  |
| 6199 Yoshiokayayoi    | 1992 BK1     | 26 tháng 1 năm 1992  | Dynic                   | A. Sugie                                               |
| 6200 Hachinohe        | 1993 HL      | 16 tháng 4 năm 1993  | Kitami                  | K. Endate, K. Watanabe                                 |